# Antoni Żukowski
Antoni Żukowski (ur. 11 maja 1912 w Tarnowie, zm. 8 października 1992 w Krakowie) – polski aktor teatralny, filmowy i telewizyjny.

## Życiorys
Urodził się 11 maja 1912 w Tarnowie, ówcześnie na terenie zaboru austriackiego. Był słuchaczem Państwowego Instytutu Sztuki Teatralnej w Warszawie. W 1935 zdał aktorski egzamin eksternistyczny. W latach 1935–1938 występował w Teatrze im. Juliusza Słowackiego w Krakowie, a w sezonie 1938/1939 był aktorem zespołu Teatru Polskiego w Katowicach.
Po II wojnie światowej występował na scenach krakowskich: Teatru im. Juliusza Słowackiego (1945–1946) i Teatru Bagatela (1972–1977), Teatru Dramatycznego (1949–1952) w Poznaniu oraz Teatru Powszechnego (1948–1949, 1960–1972) i Teatru im. Stefana Jaracza (1952–1960) w Łodzi. W 1977 przeszedł na emeryturę, ale nadal występował gościnnie na deskach Starego Teatru w Krakowie (1977–1985).
Występował również w Teatrze Telewizji, m.in. w spektaklach: Czerwone i czarne Stendhala w reż. Romana Sykały (1968), Sułkowski Stefana Żeromskiego w reż. Ryszarda Sobolewskiego (1968), Zamach Irwina Shawa w reż. Romana Sykały (1969), Irydion Zygmunta Krasińskiego w reż. Jerzego Grzegorzewskiego jako Wiktor (1970), Henryk V Williama Szekspira w reż. Macieja Zenona Bordowicza (1970), Homer i Orchidea Tadeusza Gajcego w reż. Mieczysława Górkiewicza jako ojciec Homera (1974) oraz w Borysie Godunowie Aleksandra Puszkina w reż. Laco Adamíka jako Wiśniowiecki (1981), Dziadach Adama Mickiewicza w reż. Konrada Swinarskiego jako stary Polak (1983) i w przedstawieniu Życie jest snem Pedra Calderona de la Barki w reż. Jerzego Jarockiego jako strażnik (1988).
Pochowany na cmentarzu Rakowickim w Krakowie (kwatera W).

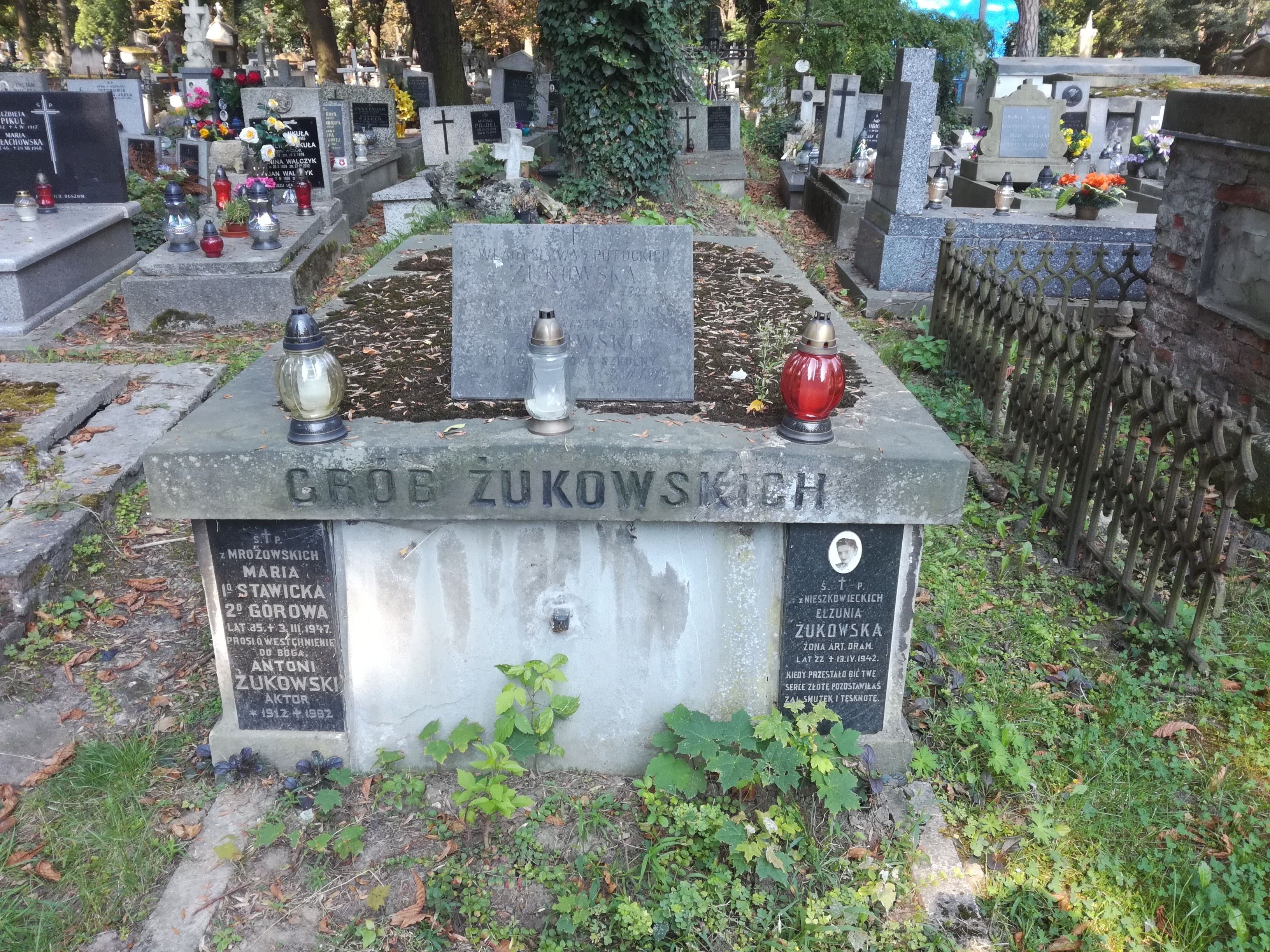
Grób Antoniego Żukowskiego na cmentarzu Rakowickim w Krakowie

## Filmografia
- Trudna miłość (1953)
- Sprawa pilota Maresza (1955) – pasażer samolotu
- Historia współczesna (1960) – lekarz
- Historia żółtej ciżemki (1961) – gospodarz, opiekun Wawrzka
- Milczenie (1963) – chory w szpitalu
- Głos ma prokurator (1965)
- Potem nastąpi cisza (1965) – podwładny Świętowca
- Don Gabriel (1966) – sąsiad Tomickiego w schronie
- Z przygodą na ty (serial telewizyjny) (1966) – ojciec Marka (odc. 1. Nauczka)
- Stawka większa niż życie (serial telewizyjny) (1967) – polski major (odc. 15. Oblężenie)
- Dzieci z naszej szkoły (serial telewizyjny) (1968) (odc. 2. Pierwsza wycieczka)
- Szkice warszawskie (serial telewizyjny) (1969) – profesor Jabłoński (odc. 1. Allegro)
- Przygoda Stasia (1970) – młynarz Stawiński, ojciec Małgosi
- Ucieczka-wycieczka (serial telewizyjny) (1972) – dyrektor szpitala (odc. 5. Do przyszłego roku)
- Ocalić miasto (1976) – żołnierz AK w elektrowni
- Wysokie loty (1978) – towarzysz z „Tokaru” w KW PZPR
- Ojciec królowej (1979)
- Z biegiem lat, z biegiem dni... (1980) (odc. 1. Kraków 1874)
- Zamach stanu (1980)
- Blisko, coraz bliżej (serial telewizyjny) (1982) (odc. 7. Ojcowski dom. Rok 1919)

## Odznaczenia i wyróżnienia
- Złoty Krzyż Zasługi (1969)
- Wyróżnienie na Festiwalu Polskich Sztuk Współczesnych we Wrocławiu za rolę Malleya w spektaklu Zwykła sprawa Adama Tarna w Teatrze Nowym w Poznaniu (1951)